# Bourba (dignité)
Pour les articles homonymes, voir Bourba.
 (avril 2021).
Si vous disposez d'ouvrages ou d'articles de référence ou si vous connaissez des sites web de qualité traitant du thème abordé ici, merci de compléter l'article en donnant les références utiles à sa vérifiabilité et en les liant à la section « Notes et références ».
Un bourba (buurba en wolof) est le détenteur d’un pouvoir monarchique chez les Djolofs. Il est le souverain de l'empire du Djoloff.
Le mot "Bourba" signifie en wolof "Bour" qui traduit en français "Souverain" ou "Monarque".
Le Bourba était choisi par un collège d'électeurs composé des souverains des royaumes tributaires et de la noblesse djolofienne. Ce collège d'électeurs comptait notamment le Brak du Waalo, le Damel du Cayor, le Teigne du Baol, ainsi que les Lamanes des royaumes sérères du Sine et du Saloum bien que chaque roi avait sa propre autonomie pratique dans la gestion de son État.
Le premier Bourba de l'empire du Djoloff est Ndiadiane Ndiaye. Le plus célèbre des Bourba Djoloff est Alboury Ndiaye.

## Étymologie
Le mot Bourba est un terme wolof qui est formé par le préfixe "Bour" qui signifie littéralement « Roi » et le suffixe "Ba" qui traduit l'article défini contracté « Au ». Il peut être appréhender par la signification de "au roi de" en référence de l'empereur du Djoloff.
Il symbolise la souveraineté et la royauté de la noblesse wolof de l'ancien empire du Djolof. C'est le titre que portait le roi du Djoloff.

## Liste des Bourbas
- Ndiadiane Ndiaye (vers 1287 - 1399)
- Alboury Ndiaye (vers 1842 - 1898)